# ルイ・ド・ブローニュ
ルイ・ド・ブローニュ（Louis de Boullogne II,,1654年11月19日 - 1733年11月21日）は、フランスの画家。フランス王室の筆頭画家になり、聖書や神話を題材にした作品を描いた。画家の同名の父親（Louis Boullogne、別名 Louis le père: 1609-1674）と区別するために。「Boullogne fils（ブローニュの息子）」や「Boullogne le Jeune（若いほうのブローニュ）」とも呼ばれる。

## 略歴
パリで、同名の画家ルイ・ブローニュの息子に生まれた。姉と兄に画家になったジュヌヴィエーヴ・ブローニュ(Geneviève Boullogne: 1645-1708)とマドレーヌ・ブローニュ(Madeleine Boullogne: 1646-1710)、ボン・ブローニュ(Bon Boullogne: 1649-1717)がいる。父親は兄弟が画家として競うことを嫌い、ルイが画家になることに反対したが、それでも兄と王立絵画彫刻アカデミーに通い、17歳になった、1676年にアカデミーのローマ賞を受賞し、ローマへ留学した。兄もローマに留学していてその年、帰国していた。ローマではラファエロ・サンティの『アテナイの学堂』や『聖体の論議』といった作品を模写して、修行し、これらの模写は、フランスで王室のゴブラン織のタペストリーのデザインに採用された。
1680年に、ロンバルディアとヴェネツィアを経てパリに戻り、すぐにパリで高い評価を得た。 1681年にアカデミーの会員に選ばれた。1685年と1695年に、パリのノートルダム大聖堂に寄贈される作品（Mays de Notre-Dame）の作者に選ばれた。
1708年にジュール・アルドゥアン＝マンサールが没した後、兄のボン・ブローニュとともにシャルル・ド・ラ・フォッス(1636-1716)の助手としてオテル・デ・ザンヴァリッドの装飾画を制作した。
1722年にフランス文学院(Académie des inscriptions et belles-lettres)のメダルのデザインをし、王室からの報酬が増額され、勲章が与えられた。1723年にアカデミーの学長(recteur)に任じられ、1724年に王室筆頭画家(premier peintre du roi)に任じられ、爵位が与えられた。1725年にアカデミーの校長(directeur)に任じられ、この仕事を亡くなるまで続けた。ブローニュに学んだ学生にはMichel de Cornicalや Louis Galloche、Jacques Courtinらがいる。
1733年にパリで亡くなった。1688年2月に結婚し4人の子供が生まれた。孫に版画家、著作家、考古学者となったジャン＝クロード・リシャールがいる。
聖書や神話を題材にした作品を描いた。

## 作品

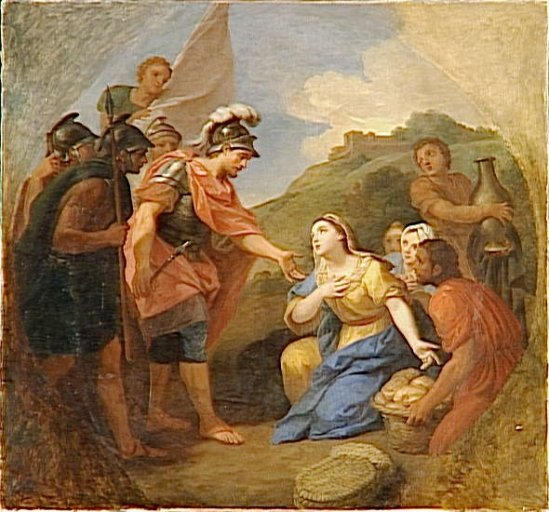
ダビデにパンを捧げる侍女たち
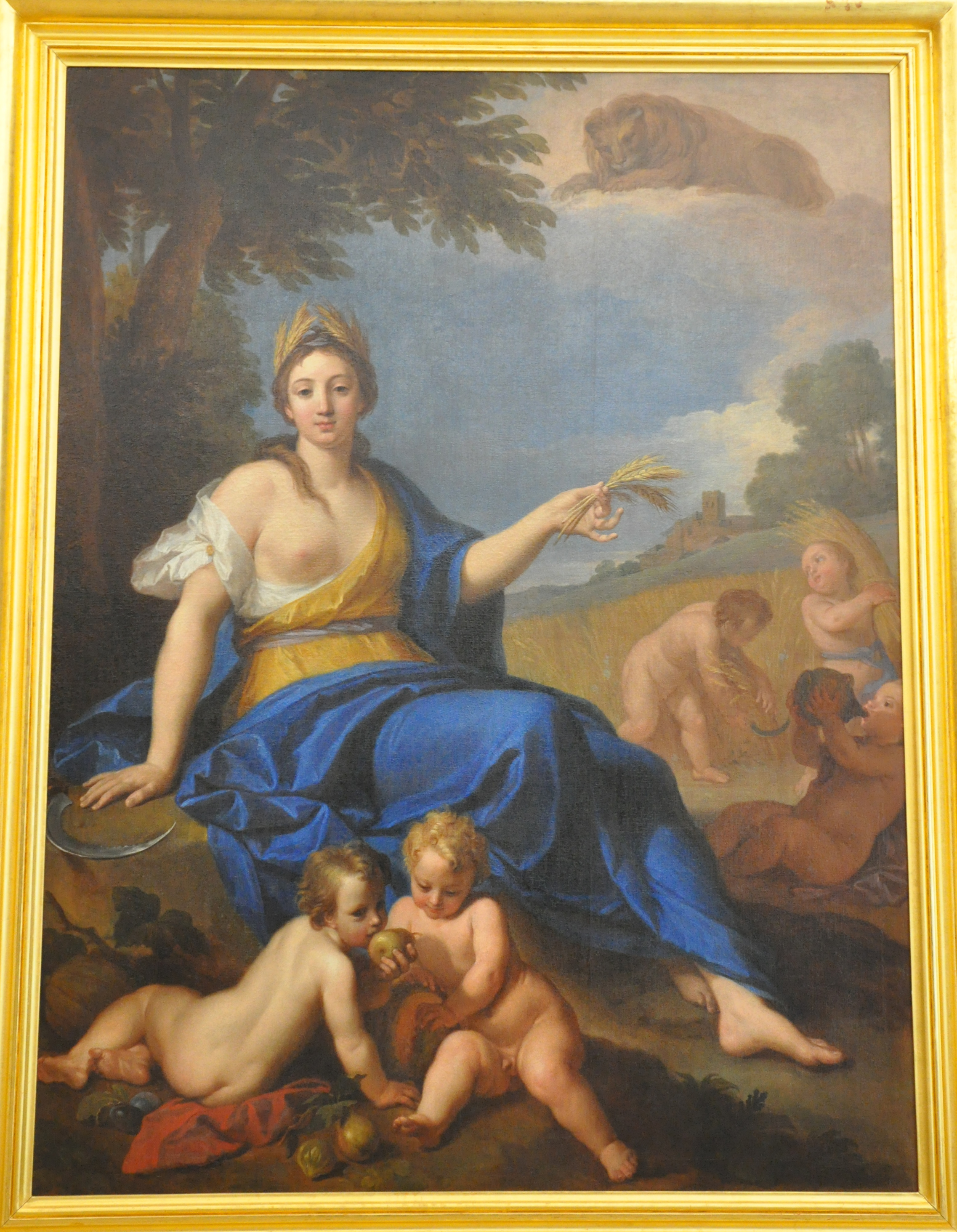
セレス（夏の寓意）
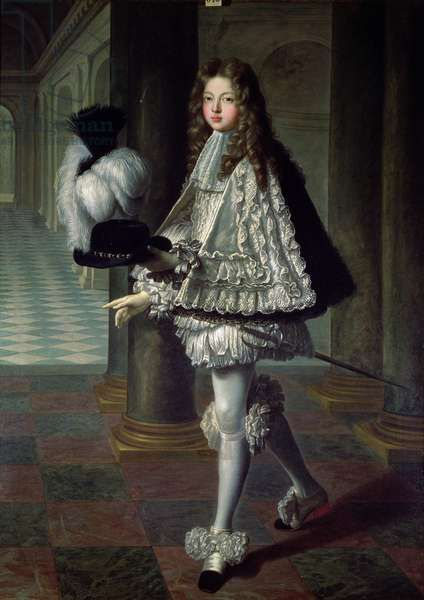
トゥールーズ伯の肖像画
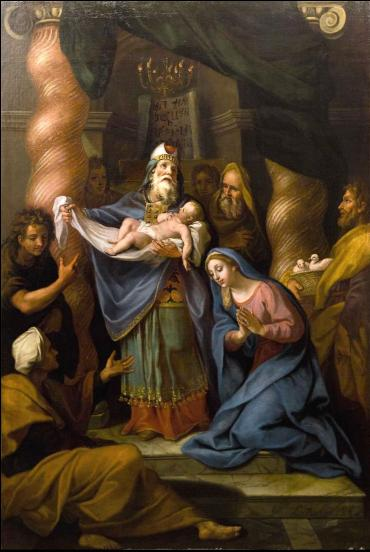
イエスの神殿奉献

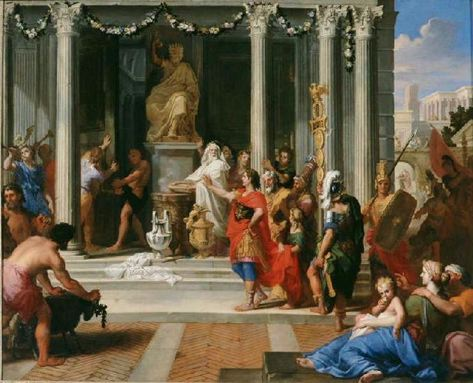
ヤヌス神殿の扉を閉めるアウグストゥス
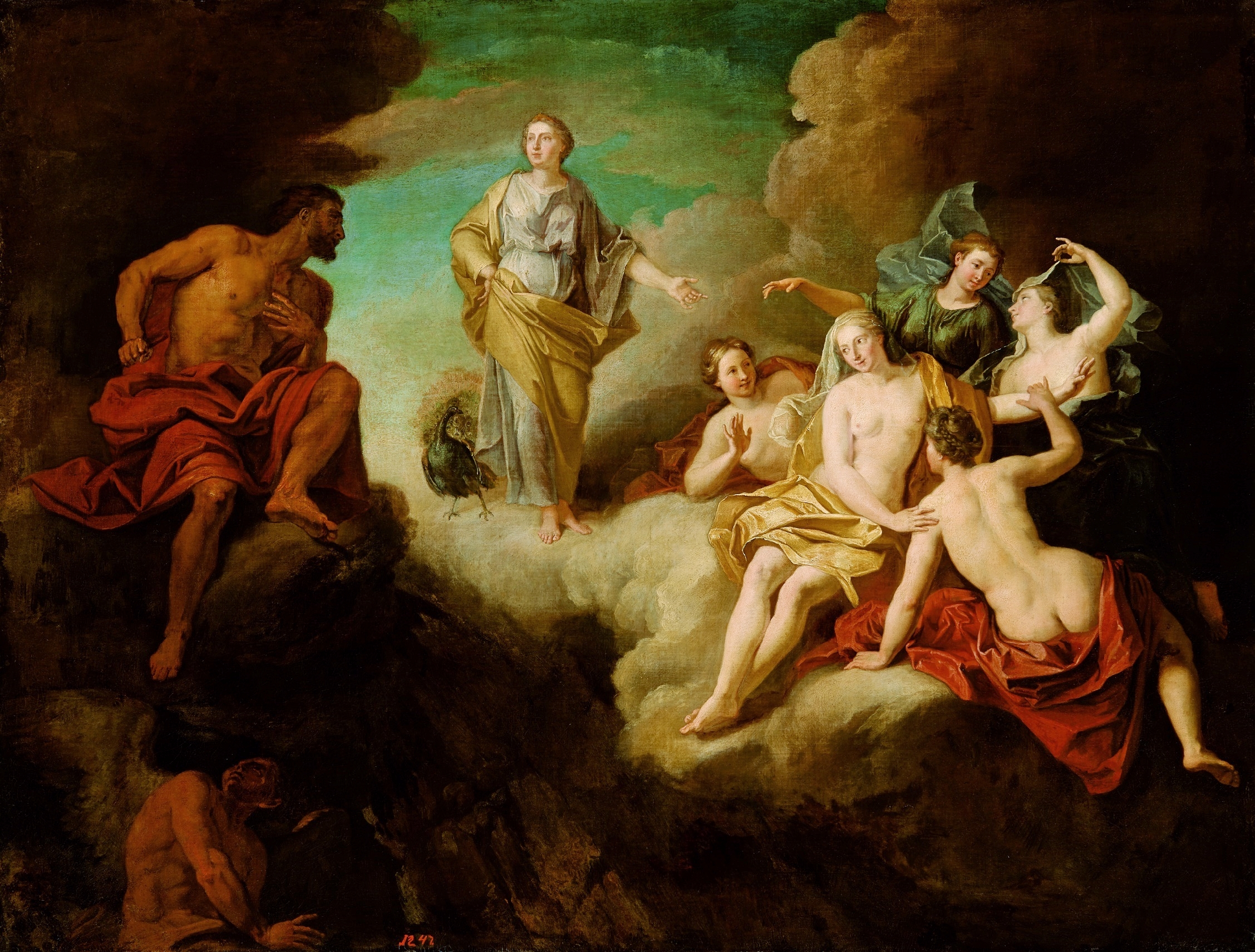
『風を解き放つようアイオロスにたのむユーノー』
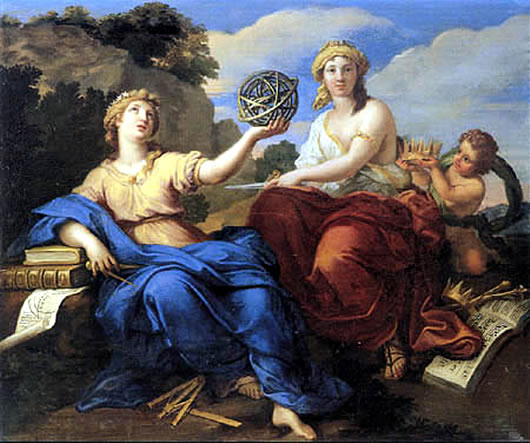
ウラニアとメルポメネ